# Darja Odar
Darja Odar, slovenska psihologinja in političarka, * 25. september 1952.
Med letoma 1997 in 2002 je bila članica Državnega sveta Republike Slovenije.